# Musée RKK Energia
Pour les articles homonymes, voir RKK.
Le Musée RKK Energia est un musée consacré au programme spatial soviétique et russe  situé dans les locaux du principal établissement de RKK Energia à Korolev dans la banlieue nord-est de Moscou.  La société RKK Energia est la principale entreprise russe du secteur spatial et a joué un rôle central dans le programme spatial soviétique.

## Collections
Le musée comporte un hall d'exposition de 1 300 m², une salle d'exposition de 250 m2 consacrée à Serguei Korolev premier dirigeant de l'entreprise et père du programme spatial soviétique ainsi qu'un hall consacré à l'histoire de l'entreprise.. Le hall d'exposition présente de nombreux engins spatiaux notamment : 
- La sonde spatiale Venera 3
- Spoutnik 2 (Laika) et Spoutnik 3
- Les sondes lunaires Luna 2, Luna 3 et  Luna 9
- Les satellites scientifiques Elektron 1 et 2
- Le satellite de télécommunications Molnia 1
- Les vaisseaux habités Vostok 1 et Vostok 6, Voskhod et Soyouz 22 et Soyouz 19
- Des combinaisons spatiales
- Les modules Kvant de la station spatiale Mir